# Eremia Grigorescu
Eremia Grigorescu (Golăşei, 28. studenoga 1863. – Bukurešt, 21. srpnja 1919.) je bio rumunjski general i vojni zapovjednik. Tijekom Prvog svjetskog rata zapovijedao je 15. divizijom, VI. korpusom, te 1. armijom.

## Vojna karijera
Eremia Grigorescu rođen je 28. studenoga 1863. u Golăşeiu. Osnovnu školu i gimnaziju pohađao je u Galatiju, dok je srednju školu završio u Iasiju. Godine 1881. upisuje Fakultet znanosti i medicine također u Iasiju, ali isti 1882. godine napušta, te se posvećuje vojnoj karijeri. Te godine primljen je u časničku školu koju završava 1884. godine. Školovanje nastavlja u Školi za topništvo i inženjeriju koju s uspjehom završava 1886. godine. Potom odlazi u Francusku gdje se školuje u topničkoj školi, te Sorbonni. Po povratku u zemlju 1889. promaknut je u čin poručnika, te počinje predavati u vojnim školama u zemlji. U čin satnika promaknut je 1892. godine, dok čin bojnika dostiže 1899. godine. Godine 1902. unaprijeđen je u čin potpukovnika, dok od iduće 1903. godine obnaša dužnost načelnika odjela za topništvo pri ministarstvu rata. Od 1907. obnaša dužnost ravnatelja Škole za topništvo, inženjeriju i mornaricu koju dužnost obnaša do 1910. kada postaje načelnikom personalnog odjela u ministarstvu rata. Iduće 1911. godine promaknut je u čin pukovnika, nakon čega postaje zapovjednikom 3. topničke brigade. Godine 1914. imenovan je zapovjednikom 14. divizije.

## Prvi svjetski rat
Na početku rata i ulaska Rumunjske u rat na strani Antante Grigorescu zapovijeda 15. divizijom. Navedena divizija je držala položaje u Dobrudži gdje Grigorescu uspijeva ostvariti pobjede kod Mulciove i Arabegije, nakon čega je divizija premještena na položaje kod Oituza. Tu Grigorescu dobiva zapovjedništvo nad posebno formiranom Grupom Oituz kojom uspijeva zaustaviti napredovanje austro-njemačkih snaga pod zapovjedništvom Friedricha von Geroka. U studenom 1916. promaknut je u čin brigadnog generala, dok je u čin general bojnika promaknut u travnju 1917. godine.
U srpnju 1917. Grigorescu je imenovan zapovjednikom VI. korpusa. Zapovijedajući navedenim korpusom sudjeluje u Bitci kod Marasestija. U navedenoj bitci došlo je do krize u zapovijedanju, te je smijenjen zapovjednik 1. armije. Novim zapovjednikom postaje Grigorescu koji uspješno zaustavlja njemački napad kojim je zapovijedao August von Mackensen, što mu je priskrbilo nadimak Heroj Marasestija. U siječnju 1918. promaknut je u čin generala armije.

## Poslije rata
Nakon rata Grigorescu od listopada 1918. obnaša dužnost ministra rata u vladi Constantina Coande. Navedenu dužnost obnaša međutim, svega mjesec dana. Potom kratko obnaša dužnost ministra trgovine i industrije. Nakon toga imenovan je glavnim inspektorom vojske koju dužnost obnaša sve do svoje smrti.
Eremia Grigorescu preminuo je 21. srpnja 1919. godine u Bukureštu u 56. godini života. U rujnu 1924. njegovi posmrtni ostatci premješteni su u sarkofag Mauzoleja Marasesti. Ženio se dva puta. U prvom braku rođen mu je sin Romulus i kći Lucrecia. Drugi brak sklopio je s Elenom Negroponte s kojom je imao sina Dana Grigorescu-Negropontea, istaknutog umjetnika i fotografa. 

## Vanjske poveznice
(rum.) Eremia Grigorescu na stranici Enciclopediaromaniei.ro
| Prethodnik Constantin Cristescu | Zapovjednik 1. armije Eremia Grigorescu | Nasljednik nitko |